# ブゾロイバナ
ブゾロイバナ Anisomeles indica (L.) Kuntze (1891) は、シソ科の植物。全体に毛が多く、立ち上がった茎の先の穂のようになった花序に紫色の唇花をつける。

## 特徴
やや大柄な多年生の草本。茎は高さ1.5mに達する。茎は直立するが横枝も出し、その断面は4角形になっている。対生の葉は長さ3-10cm、幅2-7cm、長さ1-4cmの葉柄がある。葉身の形は卵形で先端は突き出して尖り、基部は真っ直ぐ切れたようになっており、縁には鈍い鋸歯が並び、葉質は膜質。植物の地上部全体が刺激的な匂いを発する。
花期は3-10月まで、花は茎の節に密集した集散花序をなし、これが茎に並んで穂のような形を取り、その長さは4-13cmになる。萼は筒状で10本の脈があり、また毛が密生している。萼は長さ6mmほどでその先端は5つの歯状に突き出して3角状披針形で先端は突き出して尖る。花冠は紅紫色で長さ15mmほどの唇花型。上唇は狭い長楕円形で縁に切れ込みなどはない。下唇は幅が広くて長さ10-12mm、3つに裂けており、その中裂片は大きく2つに浅く裂けている。

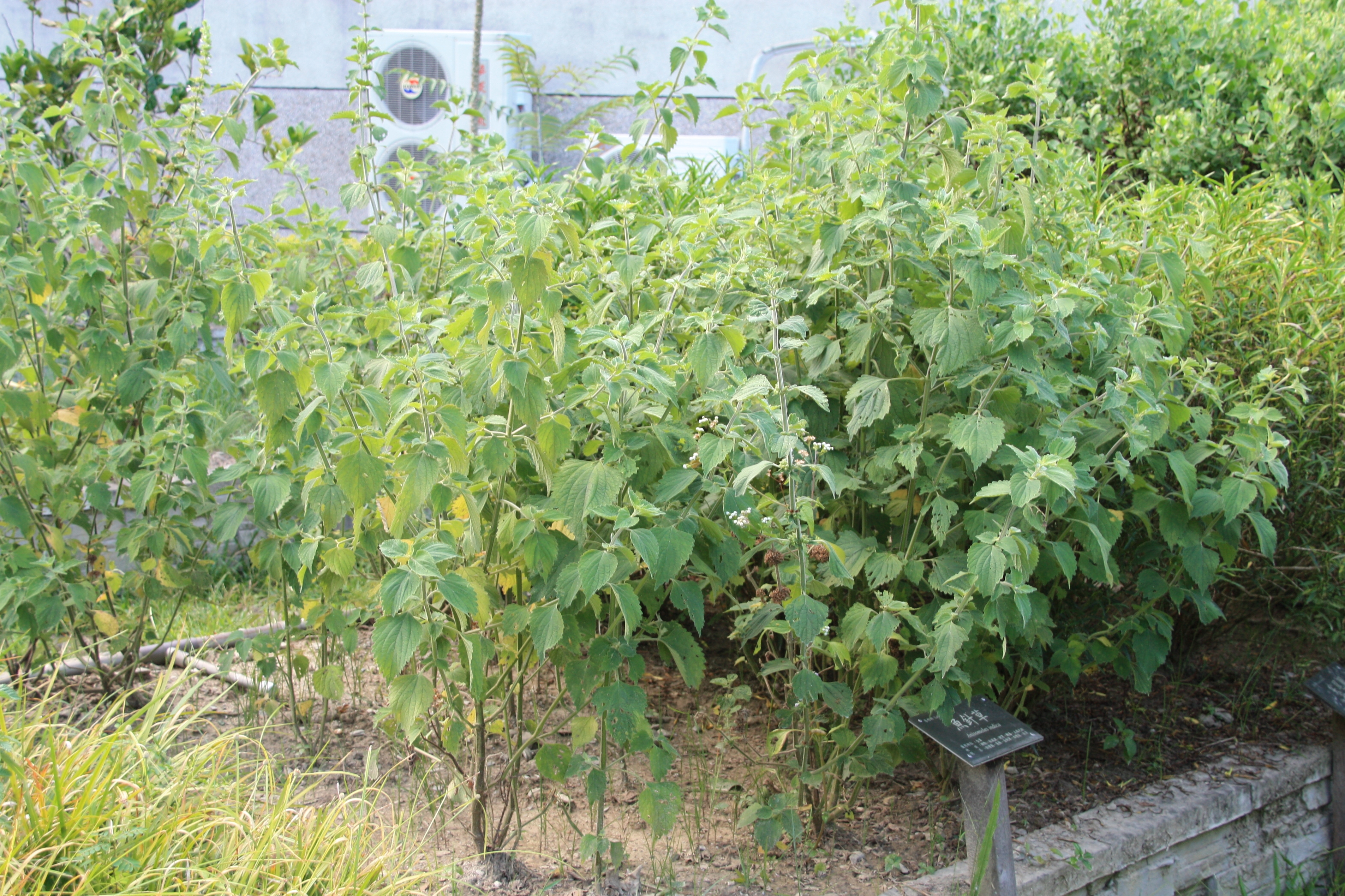
全体の姿
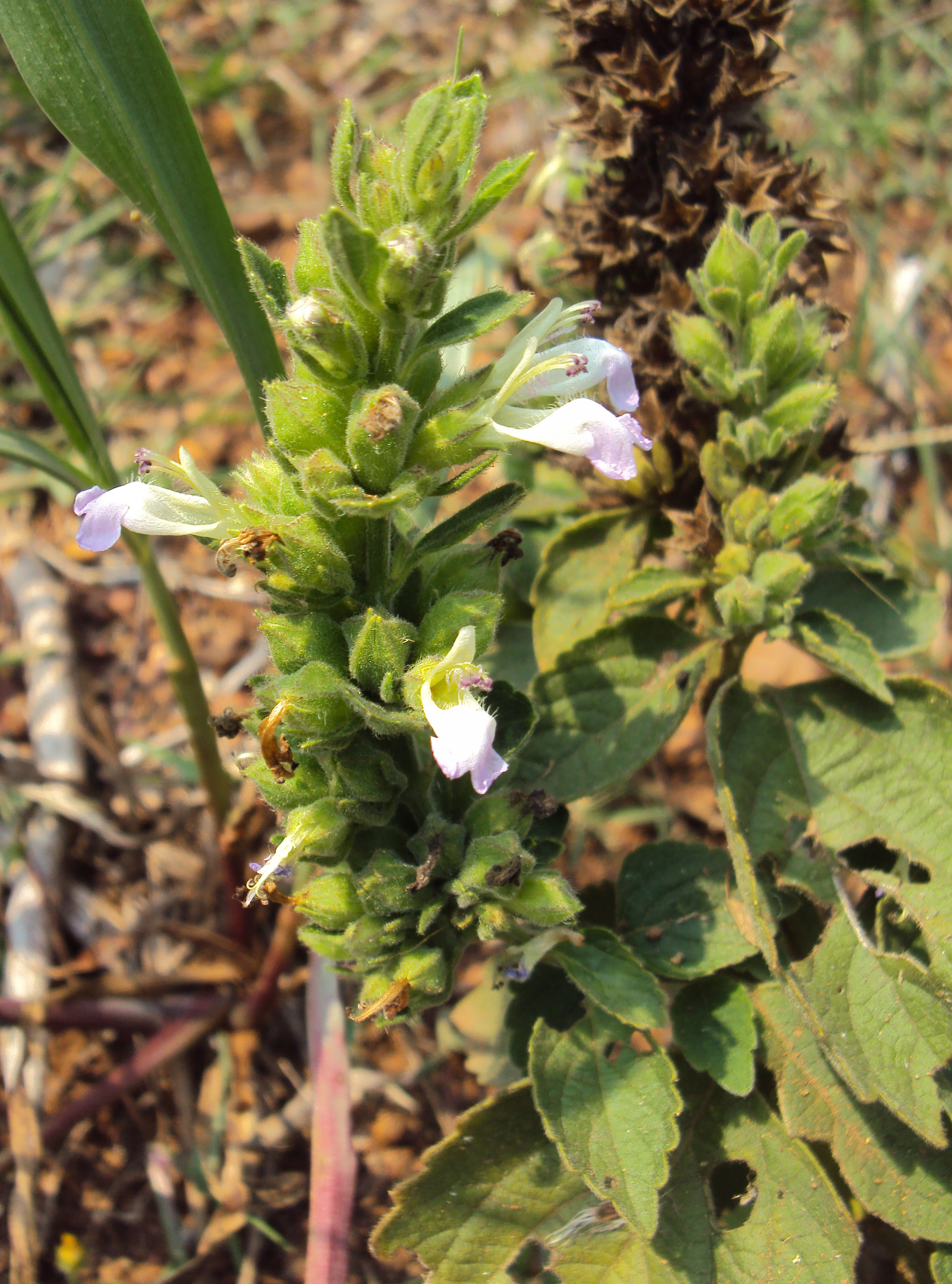
疎らに開花している花穂
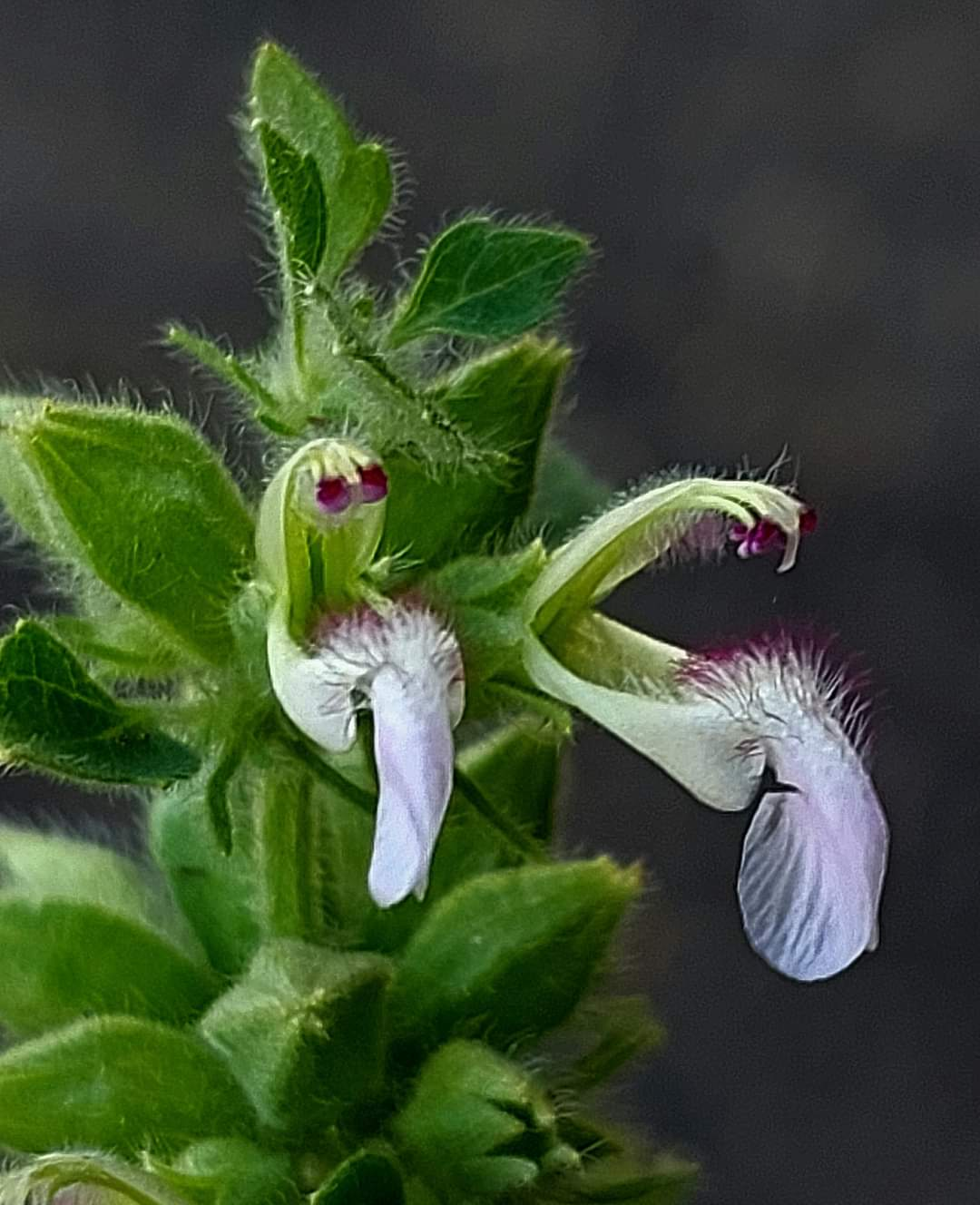
花の拡大像

### 名前について
和名については竹他(1981)は花冠の上唇と下唇の形が著しく違う、ということに基づくものである、としており、この書の後継である大橋他編(2017)もこれを引き継いだものとなっている。しかしその表現として「ぶぞろい」は奇妙である。他方で初島(1975)では『ブソロイバナ属』の『ブソロイバナ』となっており、沖縄関連の書籍はこれに合わせている。日本本土に分布のない植物なので、こちらが本来の和名であると思われる。もっとも「ぶそろい」もまた奇異ではある。さらに黒崎(1997)では和名をフゾロイバナ属のフゾロイバナとしてあり、日本語の表現としてはこの「ふぞろい」が一番まともに見えるが、この名はこの書以外では見つからない。
なお、和名の意味づけについては上記の通りであるが、実は属の学名が『不同の部分』の意味で、この花冠裂片の形が異なる特徴を元にしている。他方、池原(1979)はこの説と併記の形で、個々の花が不揃いにポツリポツリと咲かせるから、という説を紹介している。

## 分布と生育環境
日本では奄美大島以南の琉球列島にあり、国外では台湾、中国南部から東南アジア、ニューギニア、南アジアまで広く分布があるほか、マスカリン諸島や西インド諸島などに帰化している。インドではヒマラヤの標高1800m付近まで分布している。
日当たりのいい原野や、山地の路傍などに見られる。インドでは林縁部や荒地の他、農耕地にも出現し、また地域によってはこの種のみの純群落を作り、他種の侵入を許さない様子も見られる。

## 類似種など
本種の属するブゾロイバナ属はアジア、アフリカ、オーストラリアに26種が知られ、大半はオーストラリアの固有種となっており、日本には本種のみが知られる。
萼が等しい大きさに5裂し、花冠は上唇が小さくて平坦で、対して下唇が遙かに大きく、雄しべが長く突き出ることなどが特徴となる。

## 保護の状況
環境省のレッドデータブックには取り上げられていないが、鹿児島県では絶滅危惧I類に指定されている。

## 利害
日本においては南方系の珍しいものではあるが、沖縄では道ばたにも出現するもので、ほぼ雑草である。かといって畑に出ることはなく、害というものもない。
ただし国外では薬草などとして用いられたものであり、インドでは化粧水や駆風剤として用いられてきた。スリランカでは伝統医療において本種の茎や葉に鎮痛作用があるとされてきた。台湾では伝統的な医療において一般的に用いられてきたもので、様々な障害、例えば胃腸の障害、肝臓病、炎症性の皮膚炎などに効果があるとされた。本種植物体の成分とその効果については現在も研究が進められている。